# Anton Fier
Anton Fier (20. června 1956 Cleveland – 21. září 2022) byl americký bubeník. Koncem sedmdesátých let spoluzaložil skupinu The Lounge Lizards, kterou však po prvním albu v roce 1981 opustil. Dále působil v kapelách The Feelies, The Voidoids a Pere Ubu. Byl dlouholetým vůdcem kapely The Golden Palominos. V roce 1983 hrál na albu Locus Solus saxofonisty a skladatele Johna Zorna. Se Zornem spolupracoval i později. Během své kariéry spolupracoval s mnoha dalšími hudebníky, mezi něž patří například Bill Laswell, Jack Bruce a Bob Mould.